# Guilandina wrightiana
Guilandina wrightiana là một loài thực vật có hoa trong họ Đậu. Loài này được (Urb.) Britton & Rose miêu tả khoa học đầu tiên năm 1930.